# Characidium vestigipinne
Characidium vestigipinne és una espècie de peix de la família dels crenúquids i de l'ordre dels caraciformes.

## Morfologia
- Els mascles poden assolir 5,1 cm de llargària total.[5]

## Hàbitat
Viu en zones de clima tropical a 650 m d'altitud.

## Distribució geogràfica
Es troba a Sud-amèrica: capçaleres del riu Caraguatá (conca del riu Uruguai).